# Akrobatické lyžování na Zimních olympijských hrách 2014 – jízda v boulích muži
Akrobatické lyžování na Zimních olympijských hrách 2014 představuje jeden z patnácti soutěžních sportů. Jednotlivé závody probíhají od 6. do 22. února 2014 v lyžařském středisku Roza Chutor nedaleko Krasné Poljany.

## Výsledky

### Kvalifikace
V kvalifikaci postoupilo do prvního finále celkem deset závodnic. Zbytek startovního pole postoupil do semifinále.
| Pořadí | Č. | Sportovec           | Stát                   | Čas   | Body              | Body  | Body | Celkem | Postup |
| Pořadí | Č. | Sportovec           | Stát                   | Čas   | Celkové hodnocení | Skoky | Čas  | Celkem | Postup |
| --- | -- | ------------------- | ---------------------- | ----- | ----------------- | ----- | ---- | ------ | ------ |
| 1 | 1  | Alexandre Bilodeau  | Kanada                 | 25.03 | 12.8              | 5.70  | 6.20 | 24.70  | Q      |
| 2 | 2  | Mikaël Kingsbury    | Kanada                 | 25.75 | 12.5              | 5.45  | 5.86 | 23.81  | Q      |
| 3 | 5  | Alexandr Smyšljajev | Rusko                  | 25.07 | 12.5              | 4.84  | 6.18 | 23.52  | Q      |
| 4 | 4  | Sho Endo            | Japonsko               | 25.19 | 12.0              | 5.26  | 6.12 | 23.38  | Q      |
| 5 | 7  | Marc-Antoine Gagnon | Kanada                 | 25.44 | 11.6              | 5.30  | 6.00 | 22.90  | Q      |
| 6 | 12 | Philippe Marquis    | Kanada                 | 25.65 | 11.2              | 11.2  | 5.91 | 22.43  | Q      |
| 7 | 9  | Dmitriy Reiherd     | Kazachstán             | 24.93 | 11.6              | 4.02  | 6.24 | 21.86  | Q      |
| 8 | 6  | Bradley Wilson      | Spojené státy americké | 23.39 | 10.9              | 3.81  | 6.97 | 21.68  | Q      |
| 9 | 28 | Brodie Summers      | Austrálie              | 25.73 | 10.8              | 4.89  | 5.87 | 21.56  | Q      |
| 10 | 10 | Matt Graham         | Austrálie              | 24.36 | 10.2              | 4.82  | 6.51 | 21.53  | Q      |
| 11 | 30 | Pavel Kolmakov      | Kazachstán             | 25.73 | 11.0              | 4.53  | 5.87 | 21.40  |        |
| 12 | 38 | Aleksey Pavlenko    | Rusko                  | 24.88 | 10.2              | 4.31  | 6.27 | 20.78  |        |
| 13 | 16 | Nobuyuki Nishi      | Japonsko               | 24.98 | 10.6              | 3.85  | 6.22 | 20.67  |        |
| 14 | 35 | Giacomo Matiz       | Itálie                 | 26.48 | 10.7              | 4.40  | 5.51 | 20.61  |        |
| 15 | 25 | Choi Jae-Woo        | Jižní Korea            | 24.61 | 9.0               | 5.16  | 6.40 | 20.56  |        |
| 16 | 34 | Ludvig Fjällström   | Švédsko                | 26.33 | 10.2              | 4.60  | 5.58 | 20.38  |        |
| 17 | 32 | Per Spett           | Švédsko                | 25.05 | 9.0               | 5.05  | 6.19 | 20.24  |        |
| 18 | 37 | Andrey Volkov       | Rusko                  | 25.58 | 10.2              | 3.90  | 5.94 | 20.04  |        |
| 19 | 11 | Dale Begg-Smith     | Austrálie              | 25.06 | 9.7               | 3.86  | 6.18 | 19.74  |        |
| 20 | 27 | Jimi Salonen        | Finsko                 | 24.53 | 8.9               | 4.31  | 6.43 | 19.64  |        |
| 21 | 36 | Sam Hall            | Austrálie              | 24.52 | 8.7               | 3.65  | 6.44 | 18.79  |        |
| 22 | 21 | Anthony Benna       | Francie                | 24.15 | 8.8               | 3.05  | 6.61 | 18.46  |        |
| 23 | 24 | Jussi Penttala      | Finsko                 | 24.86 | 7.5               | 4.21  | 6.28 | 17.99  |        |
| 24 | 26 | Sergey Volkov       | Rusko                  | 27.64 | 3.6               | 2.20  | 4.97 | 10.77  |        |
| 25 | 3  | Patrick Deneen      | Spojené státy americké | 23.64 | 1.1               | 2.41  | 6.85 | 10.36  |        |
| 26 | 29 | Arttu Kiramo        | Finsko                 | 27.18 | 1.2               | 2.71  | 5.18 | 9.09   |        |
| | 31 | Dmitriy Barmashov   | Kazachstán             |       |                   |       |      | DNF    |        |
| | 19 | Ville Miettunen     | Finsko                 |       |                   |       |      | DNF    |        |
| | 33 | Benjamin Cavet      | Francie                |       |                   |       |      | DNF    |        |
| Č. – startovní číslo závodníka, DNS – závodník nenastoupil na start, DNF – nedojel do cíle, Q - Postup do dalšího kola. |    |                     |                        |       |                   |       |      |        |        |

### Semifinále
V Semifinále postoupilo deset závodníků do prvního finále. Zbylí závodníci v této disciplíně na ZOH skončili.
| Pořadí | Č. | Sportovec         | Stát                   | Čas   | Body              | Body  | Body | Celkem | Postup |
| Pořadí | Č. | Sportovec         | Stát                   | Čas   | Celkové hodnocení | Skoky | Čas  | Celkem | Postup |
| --- | -- | ----------------- | ---------------------- | ----- | ----------------- | ----- | ---- | ------ | ------ |
| 1 | 3  | Patrick Deneen    | Spojené státy americké | 24.71 | 11.5              | 4.53  | 6.35 | 22.38  | Q      |
| 2 | 25 | Choi Jae-Woo      | Jižní Korea            | 26.08 | 10.9              | 5.30  | 5.70 | 21.90  | Q      |
| 3 | 27 | Jimi Salonen      | Finsko                 | 25.26 | 10.9              | 4.86  | 6.09 | 21.85  | Q      |
| 4 | 30 | Pavel Kolmakov    | Kazachstán             | 25.75 | 11.5              | 4.34  | 5.86 | 21.70  | Q      |
| 5 | 37 | Andrey Volkov     | Rusko                  | 25.43 | 10.6              | 4.58  | 6.01 | 21.19  | Q      |
| 6 | 38 | Aleksey Pavlenko  | Rusko                  | 25.61 | 11.0              | 4.04  | 5.92 | 20.96  | Q      |
| 7 | 34 | Ludvig Fjällström | Švédsko                | 25.44 | 9.9               | 4.60  | 6.00 | 20.50  | Q      |
| 8 | 16 | Nobuyuki Nishi    | Japonsko               | 25.96 | 11.0              | 3.65  | 5.76 | 20.41  | Q      |
| 9 | 33 | Benjamin Cavet    | Francie                | 25.37 | 9.4               | 4.68  | 6.04 | 20.12  | Q      |
| 10 | 32 | Per Spett         | Švédsko                | 25.81 | 9.4               | 4.88  | 5.83 | 20.11  | Q      |
| 11 | 35 | Giacomo Matiz     | Itálie                 | 26.64 | 9.7               | 3.96  | 5.44 | 19.10  |        |
| 12 | 29 | Arttu Kiramo      | Finsko                 | 26.17 | 9.1               | 3.97  | 5.66 | 18.73  |        |
| 13 | 21 | Anthony Benna     | Francie                | 24.24 | 6.7               | 3.65  | 6.57 | 16.92  |        |
| 14 | 36 | Sam Hall          | Austrálie              | 27.54 | 3.4               | 3.09  | 5.01 | 11.50  |        |
| 15 | 11 | Dale Begg-Smith   | Austrálie              | 28.39 | 2.3               | 2.74  | 4.61 | 9.35   |        |
| 16 | 31 | Dmitriy Barmashov | Kazachstán             | 32.87 | 0.3               | 2.41  | 2.50 | 5.21   |        |
| | 24 | Jussi Penttala    | Finsko                 |       |                   |       |      | DNF    |        |
| | 26 | Sergey Volkov     | Rusko                  |       |                   |       |      | DNF    |        |
| | 19 | Ville Miettunen   | Finsko                 |       |                   |       |      | DNS    |        |
| Č. – startovní číslo závodníka, DNS – závodník nenastoupil na start, DNF – nedojel do cíle, Q - Postup do dalšího kola. |    |                   |                        |       |                   |       |      |        |        |

### 1. finále
Z finále číslo 1 postoupilo 12 závodníků do druhého finále.
| Pořadí | Č. | Sportovec           | Stát                   | Čas   | Body              | Body  | Body | Celkem | Postup |
| Pořadí | Č. | Sportovec           | Stát                   | Čas   | Celkové hodnocení | Skoky | Čas  | Celkem | Postup |
| --- | -- | ------------------- | ---------------------- | ----- | ----------------- | ----- | ---- | ------ | ------ |
| 1 | 5  | Alexandr Smyšljajev | Rusko                  | 25.14 | 12.7              | 5.52  | 6.15 | 24.37  | Q      |
| 2 | 12 | Philippe Marquis    | Kanada                 | 24.58 | 12.4              | 5.51  | 6.41 | 24.32  | Q      |
| 3 | 2  | Mikaël Kingsbury    | Kanada                 | 26.32 | 12.4              | 6.32  | 5.59 | 24.31  | Q      |
| 4 | 7  | Marc-Antoine Gagnon | Kanada                 | 25.79 | 11.8              | 5.81  | 5.84 | 23.45  | Q      |
| 5 | 9  | Dmitriy Reiherd     | Kazachstán             | 25.21 | 12.1              | 4.89  | 6.11 | 23.10  | Q      |
| 6 | 33 | Benjamin Cavet      | Francie                | 25.85 | 11.5              | 5.66  | 5.81 | 22.97  | Q      |
| 7 | 10 | Matt Graham         | Austrálie              | 24.85 | 11.4              | 4.81  | 6.28 | 22.49  | Q      |
| 8 | 1  | Alexandre Bilodeau  | Kanada                 | 24.78 | 11.0              | 5.17  | 6.32 | 22.49  | Q      |
| 9 | 3  | Patrick Deneen      | Spojené státy americké | 24.67 | 11.6              | 4.30  | 6.37 | 22.27  | Q      |
| 10 | 25 | Choi Jae-Woo        | Jižní Korea            | 25.27 | 10.6              | 5.43  | 6.08 | 22.11  | Q      |
| 11 | 30 | Pavel Kolmakov      | Kazachstán             | 25.30 | 11.0              | 4.75  | 6.07 | 21.82  | Q      |
| 12 | 32 | Per Spett           | Švédsko                | 25.17 | 10.9              | 4.78  | 6.13 | 21.81  | Q      |
| 13 | 28 | Brodie Summers      | Austrálie              | 25.73 | 11.4              | 4.51  | 5.87 | 21.78  |        |
| 14 | 16 | Nobuyuki Nishi      | Japonsko               | 24.73 | 11.4              | 3.99  | 6.34 | 21.73  |        |
| 15 | 4  | Sho Endo            | Japonsko               | 25.53 | 10.6              | 5.17  | 5.96 | 21.73  |        |
| 16 | 38 | Aleksey Pavlenko    | Rusko                  | 24.90 | 10.8              | 4.60  | 6.26 | 21.66  |        |
| 17 | 37 | Andrey Volkov       | Rusko                  | 26.17 | 11.4              | 4.58  | 5.66 | 21.64  |        |
| 18 | 27 | Jimi Salonen        | Finsko                 | 24.77 | 9.5               | 4.93  | 6.32 | 20.75  |        |
| 19 | 34 | Ludvig Fjällström   | Švédsko                | 25.30 | 9.5               | 4.26  | 6.07 | 19.83  |        |
| 20 | 6  | Bradley Wilson      | Spojené státy americké | 24.83 | 1.5               | 2.11  | 6.29 | 9.90   |        |
| Č. – startovní číslo závodníka, DNS – závodník nenastoupil na start, DNF – nedojel do cíle, Q - Postup do dalšího kola. |    |                     |                        |       |                   |       |      |        |        |

### 2. finále
Ve druhém finále postoupilo 6 závodníků do posledního finále.
| Pořadí | Č. | Sportovec           | Stát                   | Čas   | Body              | Body  | Body | Celkem | Postup |
| Pořadí | Č. | Sportovec           | Stát                   | Čas   | Celkové hodnocení | Skoky | Čas  | Celkem | Postup |
| --- | -- | ------------------- | ---------------------- | ----- | ----------------- | ----- | ---- | ------ | ------ |
| 1 | 2  | Mikaël Kingsbury    | Kanada                 | 26.37 | 12.5              | 6.47  | 5.57 | 24.54  | Q      |
| 2 | 7  | Marc-Antoine Gagnon | Kanada                 | 25.61 | 12.2              | 6.04  | 5.92 | 24.16  | Q      |
| 3 | 1  | Alexandre Bilodeau  | Kanada                 | 25.91 | 12.2              | 5.91  | 5.78 | 23.89  | Q      |
| 4 | 5  | Alexandr Smyšljajev | Rusko                  | 25.22 | 12.6              | 5.14  | 6.11 | 23.85  | Q      |
| 5 | 9  | Dmitriy Reiherd     | Kazachstán             | 24.71 | 12.2              | 4.93  | 6.35 | 23.48  | Q      |
| 6 | 3  | Patrick Deneen      | Spojené státy americké | 24.00 | 11.7              | 4.94  | 6.68 | 23.32  | Q      |
| 7 | 10 | Matt Graham         | Austrálie              | 25.08 | 12.1              | 5.04  | 6.17 | 23.31  |        |
| 8 | 33 | Benjamin Cavet      | Francie                | 26.31 | 11.0              | 5.87  | 5.59 | 22.46  |        |
| 9 | 12 | Philippe Marquis    | Kanada                 | 24.07 | 10.1              | 5.50  | 6.65 | 22.25  |        |
| 10 | 30 | Pavel Kolmakov      | Kazachstán             | 25.73 | 10.7              | 3.46  | 5.87 | 20.03  |        |
| 11 | 32 | Per Spett           | Švédsko                | 27.39 | 3.5               | 4.88  | 5.09 | 13.47  |        |
| | 25 | Choi Jae-Woo        | Jižní Korea            |       |                   |       |      | DNF    |        |
| Č. – startovní číslo závodníka, DNS – závodník nenastoupil na start, DNF – nedojel do cíle, Q - Postup do dalšího kola. |    |                     |                        |       |                   |       |      |        |        |

### 3. finále
V tomto posledním finále bojovalo 6 nejlepších závodníků o medaile.
| Pořadí | Č. | Sportovec           | Stát                   | Čas   | Body              | Body  | Body | Celkem | Postup |
| Pořadí | Č. | Sportovec           | Stát                   | Čas   | Celkové hodnocení | Skoky | Čas  | Celkem | Postup |
| --- | -- | ------------------- | ---------------------- | ----- | ----------------- | ----- | ---- | ------ | ------ |
| Zlatá medaile | 1  | Alexandre Bilodeau  | Kanada                 | 24.81 | 13.1              | 6.91  | 6.30 | 26.31  |        |
| Stříbrná medaile | 2  | Mikaël Kingsbury    | Kanada                 | 25.25 | 12.0              | 6.62  | 6.09 | 24.71  |        |
| Bronzová medaile | 5  | Alexandr Smyšljajev | Rusko                  | 24.94 | 12.4              | 5.70  | 6.24 | 24.34  |        |
| 4 | 7  | Marc-Antoine Gagnon | Kanada                 | 25.56 | 11.5              | 5.90  | 5.95 | 23.35  |        |
| 5 | 9  | Dmitriy Reiherd     | Kazachstán             | 24.21 | 11.4              | 4.82  | 6.58 | 22.80  |        |
| 6 | 3  | Patrick Deneen      | Spojené státy americké | 23.83 | 11.0              | 4.40  | 6.76 | 22.16  |        |
| Č. – startovní číslo závodníka, DNS – závodník nenastoupil na start, DNF – nedojel do cíle, Q - Postup do dalšího kola. |    |                     |                        |       |                   |       |      |        |        |